# Internacionála pirátských stran

Rozšíření pirátského hnutí ve světě. Černá barva představuje registrované. Modrá pak aktivní, ale neregistrované strany. Červená jednající s PPI. Šedá znázorňuje státy, ve kterých strana tohoto typu ještě nevznikla.

Internacionála pirátských stran (anglicky Pirate Parties International, PPI) je mezinárodní nevládní organizace zastřešující Pirátské hnutí, která formálně vznikla v dubnu 2010 na konferenci v Bruselu.
V čele Pirátské internacionály stojí předsedkyně Bailey Lamon z Kanady. V minulosti byli členy předsednictva členové České pirátské strany Jakub Michálek, Marcel Kolaja a Vojtěch Pikal a současným českým členem předsednictva (volební období 2018–2020) je Michal Gill.
Na evropské úrovni sdružuje pirátské strany včetně České pirátské strany Evropská pirátská strana. Ta byla založena v roce 2013, od roku 2018 do roku 2019 byla její předsedkyní Markéta Gregorová, od roku 2019 ji nahradil český europoslanec Mikuláš Peksa.

## Cíle
Statut PPI jí dává především tento účel:
pomoci vytvořit, podporovat, propagovat a udržovat komunikaci a spolupráci mezi Pirátskými stranami ve světě.
Cíle PPI obsahují také zvyšování povědomí, rozšiřování a sjednocování Pirátského hnutí pomocí koordinace, sdílení informací a asistence při zakládání nových Pirátských stran.
Pirátské strany se snaží o reformu autorského práva a patentů. Jejich program však také obsahuje podporu posílení práva na soukromí, jak na Internetu, tak ve skutečném životě. Velkým tématem je pro ně také transparentnost státní správy.

## Pirátské strany
Oficiálně zaregistrované pirátské strany:
| Strana                                                         | Země původu        |
| -------------------------------------------------------------- | ------------------ |
| Pirátská strana Austrálie (Pirate Party Australia)             | Austrálie          |
| Pirátská strana (Piratska Partia/Пиратска Партия)              | Bulharsko          |
| Česká pirátská strana                                          | Česko              |
| Pirátská strana (Piratpartiet)                                 | Dánsko             |
| Pirátská strana (Piraattipuolue)                               | Finsko             |
| Pirátská strana (Parti Pirate)                                 | Francie            |
| Pirátská strana Lucemburska (Piratepartei Lëtzebuerg)          | Lucembursko        |
| Pirátská strana Nizozemska (Piratenpartij Nederland)           | Nizozemsko         |
| Pirátská strana Německa (Piratenpartei Deutschland, "PIRATEN") | Německo            |
| Polská pirátská strana (Polska Partia Piratów)                 | Polsko             |
| Pirátská strana Rakouska (Piratenpartei Österreichs)           | Rakousko           |
| Pirátská strana Ruska (иратская партия России)                 | Rusko              |
| Pirátská strana – Slovensko (Pirátska strana – Slovensko)      | Slovensko          |
| Pirátská strana Slovinska (Piratska stranka Slovenije)         | Slovinsko          |
| Pirátská strana Spojených států (United States Pirate Party)   | USA                |
| Pirátská strana (Partido Pirata)                               | Španělsko          |
| Pirátská strana (Piratpartiet)                                 | Švédsko            |
| Pirátská strana Švýcarska (Piratenpartei Schweiz)              | Švýcarsko          |
| Pirátská strana UK (Pirate Party UK)                           | Spojené království |
| Pirátská strana Rumunska (Partidul Pirat România)              | Rumunsko           |

Aktivní, ale neregistrované strany existují i v dalších zemích. V některých fungují pouze přípravné výbory anebo projekty na sociální síti Facebook.